# Sacro Macello
 (décembre 2024).
Le Sacro macello est un épisode de la guerre de la Valteline.

## Historique
Signifiant « sacrée boucherie » en italien, c’est le nom donné à un épisode tragique (les 18 et 19 juillet 1620) dans la province de la Valteline, en Lombardie. C'est un conflit qui trouve ses racines dans des oppositions à la fois religieuses (Catholiques et Protestants) et géopolitiques ; les cols alpins des Grisons sont très convoités, en raison de leur importance stratégique : « les cols de Gavia vers la province de Brescia, de l'Umbrail vers la vallée grisonne de Müstair, du Stelvio vers le Tyrol du Sud et de Foscagno vers Livigno ».
Ces cols constituent l’unique point de passage entre l’Autriche et les possessions espagnoles du Nord de l’Italie qui appartiennent toutes deux aux Habsbourg. Le contrôle des cols est donc décisif car la mobilité des troupes impériales entre les fronts en dépend.
La Valteline, à majorité catholique, située au Sud des Alpes, au nord de la plaine du Pô ne supporte plus la domination protestante. C’est dans ce contexte qu’en 1620 se déroule l’épisode dit du « Sacro Macello », au cours duquel les catholiques de la Valteline, aidés par les troupes espagnoles stationnées à Milan, massacrent, pendant deux jours, entre 600 et 700 protestants. 
Cet évènement fait que les grandes puissances décident d’intervenir à leur tour, et la région change de mains à plusieurs reprises. Les conflits sont alors présents dans toute l'Europe : Guerre de Trente Ans.